# Maxime Old
Maxime Old, né le 13 décembre 1910 à Maisons-Alfort et mort le 16 novembre 1991 à Paris, est un architecte d’intérieur et un décorateur français, reconnu pour son œuvre et comme précurseur de la transition réussie du style de la fin des années trente au design moderne. Yves Badetz, conservateur en chef au musée d'Orsay, chargé des arts décoratifs, confie : « L’émotion face à l’élégance des créations de Maxime Old est intense. Sa recherche esthétique centrée sur les valeurs de rationalité conjugue librement les réflexions fonctionnelles du Bauhaus avec les leçons d’exigence de la perfection de Ruhlmann. Son succès est de tracer les lignes épurées qui anticipent le troisième millénaire » 
.

## Biographie

### Histoire familiale
Maxime Old est né en 1910 à Maisons-Alfort (Val-de-Marne) d'une famille de maîtres ébénistes installée depuis plusieurs générations dans le faubourg Saint-Antoine. Son père, Louis Old, possède déjà un atelier d'ébénisterie lorsqu'il épouse Maximilienne Carosi, elle-même fille d'un maître ébéniste d'origine italienne. Cette union entraîne la fusion 37 rue Chanzy des deux ateliers que Louis Old dirige dès lors. Secondé par son épouse et une quinzaine d'ouvriers, il fabrique des meubles de style destinés aux grands magasins de mobilier, ainsi qu'à des particuliers.

### Formation
Après quatre années passées à l'École Boulle d'où il sort major, il entre chez Jacques-Émile Ruhlmann où il restera jusqu'en 1934. De ces deux formidables écoles, il a acquis une vision, une exigence, des techniques et savoir-faire, et enfin une expérience qui lui permettront de transformer l'affaire familiale en entreprise de décoration innovante reconnue par le monde de l’art.
« Le jeune Maxime Old découvre chez Ruhlmann un monde très éloigné de celui de l'atelier familial. Le célèbre décorateur est alors au faîte de sa gloire et Jean-Maurice Rothschild, dessinateur chez Ruhlmann jusqu'en 1928, évoque le soin extrême et la rigueur avec laquelle il confie, pendant une semaine entière, le dessin du galbe d'un pied de siège à ses jeunes élèves, pour finir par le rectifier d'un geste sûr et déterminé. Ruhlmann recherche en permanence la perfection du dessin et de la qualité, aussi surveille-t-il chaque réalisation avec un soin particulier. L'excellence de sa méthode est alors la meilleure des formations ».  Citation du livre de Yves Badetz sur Maxime Old.

### La reconnaissance
Rapidement, Maxime Old dévoile un élégant style moderne de plus en plus épuré et adapté à une clientèle privée exigeante : industriels, politiques, avocats, docteurs, dentistes…
Il participe à tous les Salons des Artistes et Décorateurs jusque dans les années 1960, il y signe de nombreuses innovations primées.
Le succès lui fait ouvrir sa propre galerie avenue Hoche à Paris afin d’y présenter ses œuvres et d’y lancer de jeunes talents, notamment des céramistes qui deviendront célèbres.
Plusieurs établissements lui demandent d’enseigner son art, notamment l'École nationale supérieure des arts décoratifs où il dirigera l’atelier d’architecture intérieure.

### La maturité
Progressivement, en parallèle de la production de meubles et d’ensembles qu'il conçoit pour sa clientèle privée, Maxime Old développe une activité d'architecture d'intérieur tournée vers les institutionnels : paquebots de prestige, banques, ambassades, hôtels de luxe qui vont lui donner l'occasion de changer d'échelle dans ses réalisations. Ainsi, toute son expérience va être nécessaire pour l'aménagement de paquebot France qui va le mobiliser pendant l'année 1961. À l’issue d'un concours, il est chargé du salon des premières classes, immense volume de prestige de plus de 500 mètres carrés au sol. Que ce soit pour un paquebot, un palais présidentiel, il doit pour ces travaux d'envergure jouer des technologies récentes avec des matériaux nouveaux. Le niveau de compétence qu'il a alors lui permet de créer intégralement le mobilier et l’architecture dans laquelle il sera installé. Il en résulte des ensembles artistiques particulièrement cohérents et conséquents, caractéristiques de sa personnalité. Moderne dans sa philosophie comme dans son style, très tôt, à côté de ses créations à l’unité, Maxime Old conçoit plusieurs lignes de mobilier en vue de l’édition. Ainsi, sa dernière réalisation en 1987, la chaise du centre de recherche des archives nationales, sera éditée à 400 exemplaires.

## Le style Maxime Old

### Techniques et matières
« Maxime Old étudie et réalise volontiers de petits meubles à transformation : coiffeuses, bureaux de dame aux multiples et charmantes combinaisons, travailleuses, lutrins… Ces créations répondent à des conditions précises de rangement ou de présentation pour lesquelles il trouve des solutions rationnelles, ingénieuses et d’une grande élégance. Expert reconnu du meuble de standing, il le conçoit rarement isolément mais en rapport avec les pièces dont il ordonne l'architecture intérieure. Il réserve place aux tableaux, tapisseries et objets qui en humanisent l'ambiance permettant au client une appropriation aisée de leur espace.
S'il a le goût du beau bois, des matières les plus nobles, des meubles très composés, Maxime Old s'intéresse aussi volontiers à des problèmes techniques comme ceux de la réalisation de multiples de meubles pour un hôtel en cours de réalisation à Casablanca
Il aime les bois, l'ébène de Macassar godronné, le bois de corail mais aussi les matériaux raffinés tels que le cuir, le bronze… Son esprit pratique et sa fantaisie inventive viennent soutenir la rigueur de son propos au service d'une réelle audace créative.

### Ingéniosité et pureté des lignes
De sa formation initiale chez son maître Ruhlmann, Old laissera toujours au dessin la primauté de l'acte créateur. Il aime structurer ordonner l'espace pour mieux « installer » ses créations. Après une parenthèse néoclassique avec des références antiques et beaucoup de bronze, le courant néo-baroque ne le séduit pas. Pendant la période d'après-guerre du « remeublement » de la France, il utilise le chêne, le noyer, la céramique pour produire un néo-rustique aux lignes allégées. Enfin, dans les années 1960, l'acier brossé, la laque orange ou le nylon jaune vont faire leur apparition. Maxime Old est le décorateur qui sait rester élégant en toutes occasions, à toutes les époques. Maxime Old se fait aussi très plaisir avec les  meubles à transformations, à systèmes, à mécanismes qui sont de pures merveilles d'ingéniosité technologique et dont le côté ludique ne laisse pas insensible. Il rallonge, raccourcit, escamote, fait tourner ou coulisser. Il affectionne les agencements invisibles, les bibliothèques intégrées, les panneaux cachés. Il est aussi le maître des tables à jeu pivotantes, à ouvrage, portefeuilles, gigognes, juxtaposables, guéridons, console, sauterelle… comme au XVIIIe siècle il y a des cachettes et des tiroirs secrets. Néanmoins, si le meuble est très élaboré, vrai travail d'ingénieur, l'extérieur reste toujours épuré. Maxime Old est un escamoteur, un camoufleur qui gaine de cuir les meubles, couvrant les murs de boiseries qui dissimulent des placards, des bars et bibliothèques…

## L'œuvre: architecture et décoration d'intérieur

### Salons
Des années 35 aux années 1950, présence à pratiquement la totalité des Salons des Artistes Décorateurs. Premiers Salon des arts ménagers

### Paquebots
L'Atlantique, La Marseillaise, l'Île-de-France, SS Liberté, Antilles, Flandre, Ville de Marseille, Ville de Tunis, paquebot France, Ancerville.

### Ambassades, administrations
Ministère des affaires étrangères- Ambassade de France Oslo- Ambassade de France à La Haye- Ambassade de France d'Ottawa- Ambassade de France du Ghana- Légation de France d'Helsinki- Salle du conseil municipal de l'hôtel de ville de Rouen.

### Compagnies industrielles
Société des Forges Le Creusot-Framatome- Régie Autonome des Pétroles- Compagnie Française du Raffinage- Caisse Centrale du Crédit Immobilier et Commercial- banque de l'Union Européenne Industrielle et Financière…

### Hôtels
L'hôtel Marhaba à Casablanca (compagnie Paquet)- El Aurassi à Alger- Le Fort Royal à Deshaies en Guadeloupe

### Grands travaux
Aérogare de Marseille-Marignane- Faculté de Sciences d'Orsay- Palais Présidentiel du Président Bourghiba en Tunisie

### Événements
- Foire internationale de New York 1939-1940[19] - Exposition universelle de Bruxelles 1958 (grand prix)[20]

Le musée des beaux-arts de Rouen lui consacre une exposition, Maxime Old, homme d’intérieurs, en 2025.

## Distinctions
- Chevalier de l'ordre des Arts et des Lettres
- Chevalier de la Légion d'honneur (1964)